# 道格拉斯·E·史密斯
道格拉斯·E·史密斯（英語：Douglas E. Smith，1960年10月28日—2014年9月7日）是美國的電子遊戲設計師、電子遊戲製作人，為益智動作遊戲《超級運動員》的創造者。

## 生平
在華盛頓大學就讀建築學時，道格拉斯因缺乏生活費用在學校的電算中心打工
。暑假期間裡，道格拉斯用電算中心的VAX 11780電腦試著寫出一套遊戲。該遊戲給朋友與親戚試玩獲得迴響後，道格拉斯將該遊戲改寫成能在Apple II電腦平台執行的版本並取名為《礦工》（Miner），之後詢問遊戲商Brøderbund是否有意生產這款作品。
Brøderbund謝絕了道格拉斯的詢問後，道格拉斯借錢購買了彩色顯示器與搖桿等電腦設備，持續修改《礦工》的硬體支援效果。在1982年的聖誕節之前，道格拉斯除了再次詢問Brøderbund之外，還找了雪樂山、Synergistic Software、Sirius Software等遊戲商。之後該四家遊戲商都對道格拉斯的成品感興趣，道格拉斯最後選擇與Brøderbund簽約，遊戲成品是以《超級運動員》的名稱上市。
《超級運動員》在美國遊戲市場有賣出10萬份以上成績，之後授權給Hudson Soft推出的紅白機遊戲卡匣版本在日本也有百萬美元銷售額，是第一個在日本遊戲市場獲得成功的西洋電子遊戲。
道格拉斯為Broderbund推出的《超級運動員》續作開發後，他有另外參與科樂美以電影《捍衛戰士》改編的射擊遊戲《Top Gun: Guts and Glory》製作，或是協助DMA Design的《百戰小旅鼠》2代關卡內容，以及曾擔任史克威爾在北美推出的《聖劍傳說2》、《超時空之鑰》在地化版本製作成員，也是史克威爾於1995年推出的RPG遊戲《永遠的神秘》執行製作人。
2014年9月7日道格拉斯逝世，享年53歲，持有《超級運動員》作品版權的遊戲商Tozai Games在12日對外公開他的死訊。

## 作品
- 超級運動員（1983）：開發
- 超級運動員2（1985）：開發
- Champions Forever Boxing（1991）：程式
- Bill Elliott's NASCAR Fast Tracks（1991）：程式
- Top Gun: Guts and Glory（1993）：程式
- 百戰小旅鼠2（1993）：特別致謝
- 聖劍傳說2（1993）：北美版執行製作人
- NBA Showdown（1993）：程式
- 超時空之鑰（1995）：北美重製版成員
- 永遠的神秘（1995）：執行製作人